# Docodesmus granulofrons
Docodesmus granulofrons är en mångfotingart som först beskrevs av Chamberlin 1918.  Docodesmus granulofrons ingår i släktet Docodesmus och familjen fingerdubbelfotingar. Inga underarter finns listade i Catalogue of Life.